# Театр Олімпіко
45°33′00″ пн. ш. 11°32′57″ сх. д. / 45.55° пн. ш. 11.549166666667° сх. д.
 Театр Олімпіко (італ. Teatro Olimpico) — театр в італійському місті Віченці, один з перших критих театрів Італії, побудований за проектом архітектора Андреа Палладіо. Належить до трьох найдавніших критих театрів сучасної Італії.

## Історія

### Виникнення

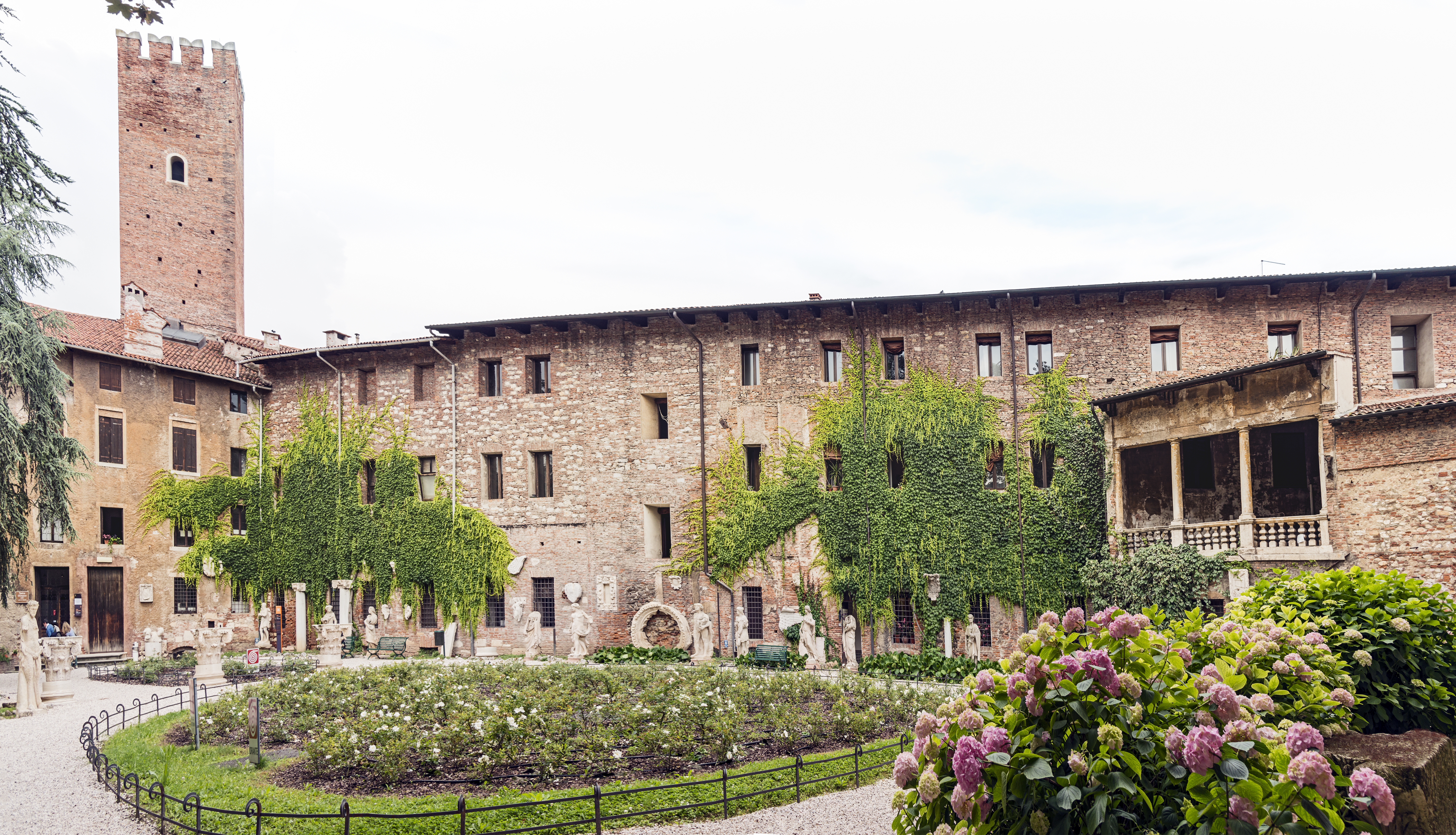
Залишки старої фортеці в Віченці, де створили театр Олімпіко. Двір фортеці з примітивним садом і скульптурами, 2007 рік

Це остання значна праця Палладіо. Він повернувся в Віченцу у 1579 р. і привіз свої обміри і тезіси вивчення давньоримських споруд. Свої дослідження Палладіо показав Даніеле Барбаро, венеціанському перекладачу трактату Вітрувія.
Серед тезісів Палладіо були також плани відновлення давньоримського амфітеатру в місті Пола (сучасна Словенія) і арени в місті Верона. Палладіо займався і раніше створенням невеликих театрів в залах палаців. Найбільш значущим до цього був театр в залі Базиліки Палладіана.
Створенню нового театру сприяло декілька факторів. У 1555 р. Палладіо заснував Олімпійську академію (гурток однодумців для приємного і корисного дозвілля). Ініціативні члени Олімпійської академії у 1579 р. і отримали право від муніципалітету на побудову критого театру в приміщеннях старої фортеці. Раніше вони слугували льохами для збереження пороху та місцевою в'язницею.

### Проект і будівництво

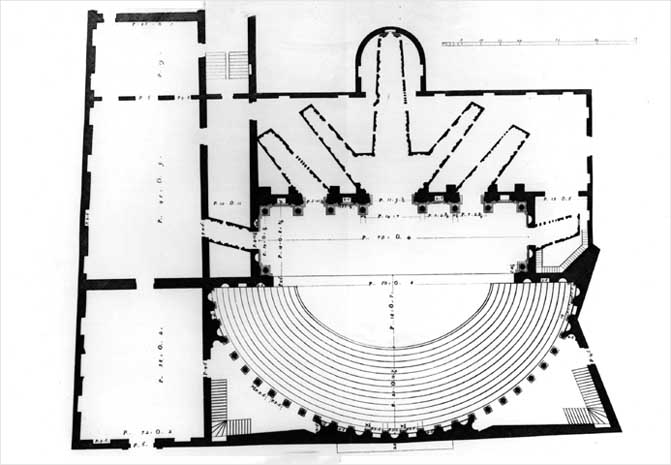
Фіксаційний план театру Олімпіко в Віченці з пізньою добудовою ліворуч, 1776 рік.

Так мимоволі Палладіо і члени Олімпійської академії міста стали рятівниками старих стін фортеці Кастелло дель Терріторіо. Палладіо дали завдання розробити проект пристосування театру для академії в фортречних приміщеннях. На плані добре видно несиметричне розпланування стін фортечних споруд і спроба архітектора максимально використати простір старої будівлі. Він був вимушений відмовитися від точного відтворення давньоримського овалу арени і зробив лише його половину. Майже половину приміщення зайняла сцена.

### Учень Вінченцо Скамоцці

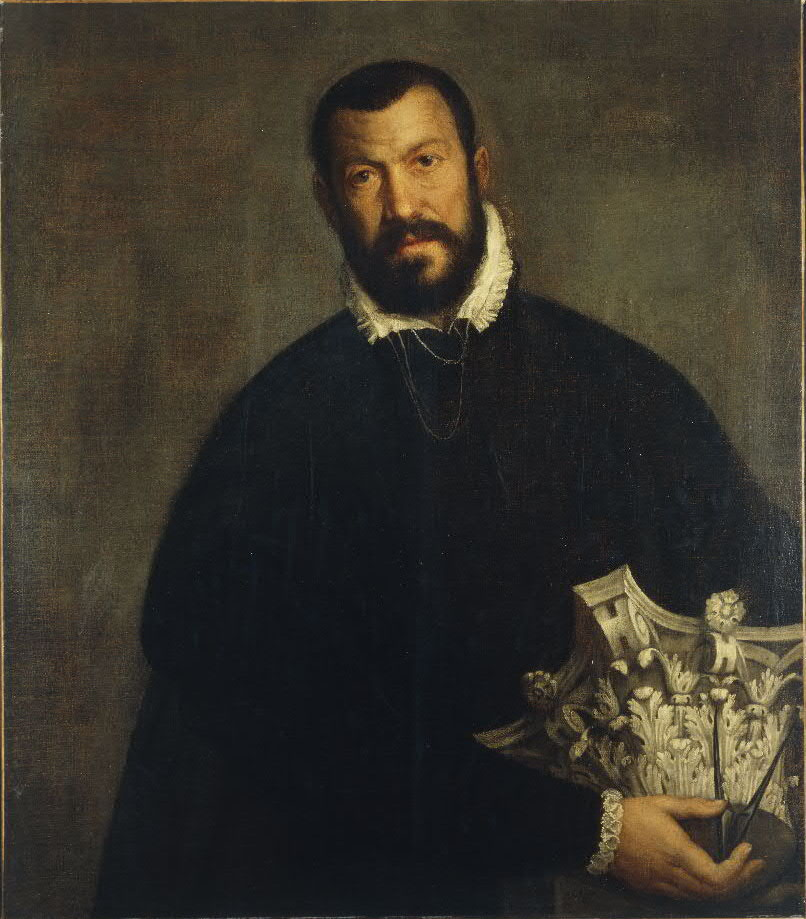
Худ. Веронезе, «Портрет В. Скамоцці», Художній музей, Денвер, США

Будівництво розпочали у 1580 р., а через півроку після розпочатого будівництва архітектор помер. Працю померлого і керівництво будівництвом перейшло до учня — Вінченцо Скамоцці, якому допомагав син Палладіо.
Роль Вінченцо Скамоцці у створенні театру Олімпіко слід визнати вирішальною, як і в добудові іншого уславленого твору Палладіо — вілли Ротонда. Саме Скамоцці робив усе можливе, щоби якось прикрасити неприємні зовні стіни фортеці. Він і створив арку-портал, що готувала відвідувачів до зустрічі з імітацією римської архітектури в театрі, проходячі повз непривабливі зовні середньовічні стіни. Вони й досі зберігають неприбраний, середньовічний вигляд без тинькування і фарбуваня.

### Декорації

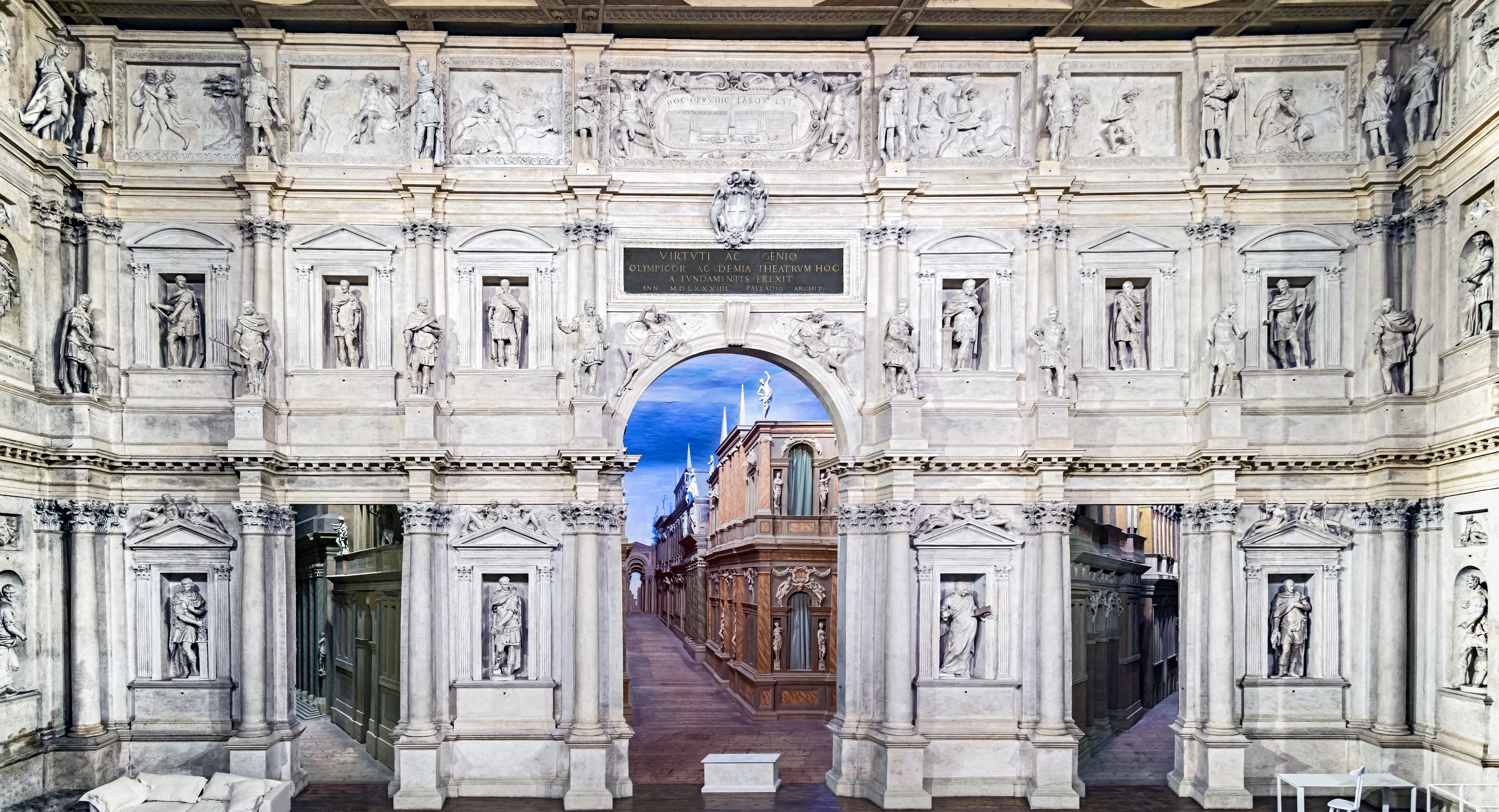

В проектах і кресленнях Палладіо не було знайдено вказівок на оформлення перспектив по-за архітектурною декорацією. Роль Вінченцо Скамоцці і тут була вирішальною. Саме він розробив декоративні перспективи вулиць, яких нині сім. Вони зображують вулиці міста Фіви до вистави Софокла "Цар Едіп ", яку дали в день відкриття театру — 3 березня 1585 року. Аби підсилити реальність декорацій, Скамоцці розробив дизайн особливих скляних ламп, які розвісили на макетах будинків. Використовували їх нечасто з міркувань протипожежної безпеки. Адже всі декорації театру зроблені з дерева. Нині масляні лампи зняті і демонструються як експонати першої театральної декорації театру Олімпіко, що збереглися донині.
Донині збереглися і дерев'яні імітації вулиць. Хоча приміщення пройшли і через недбалість, забруднення, пошкодження від вибухів.

## Театр в 20 столітті

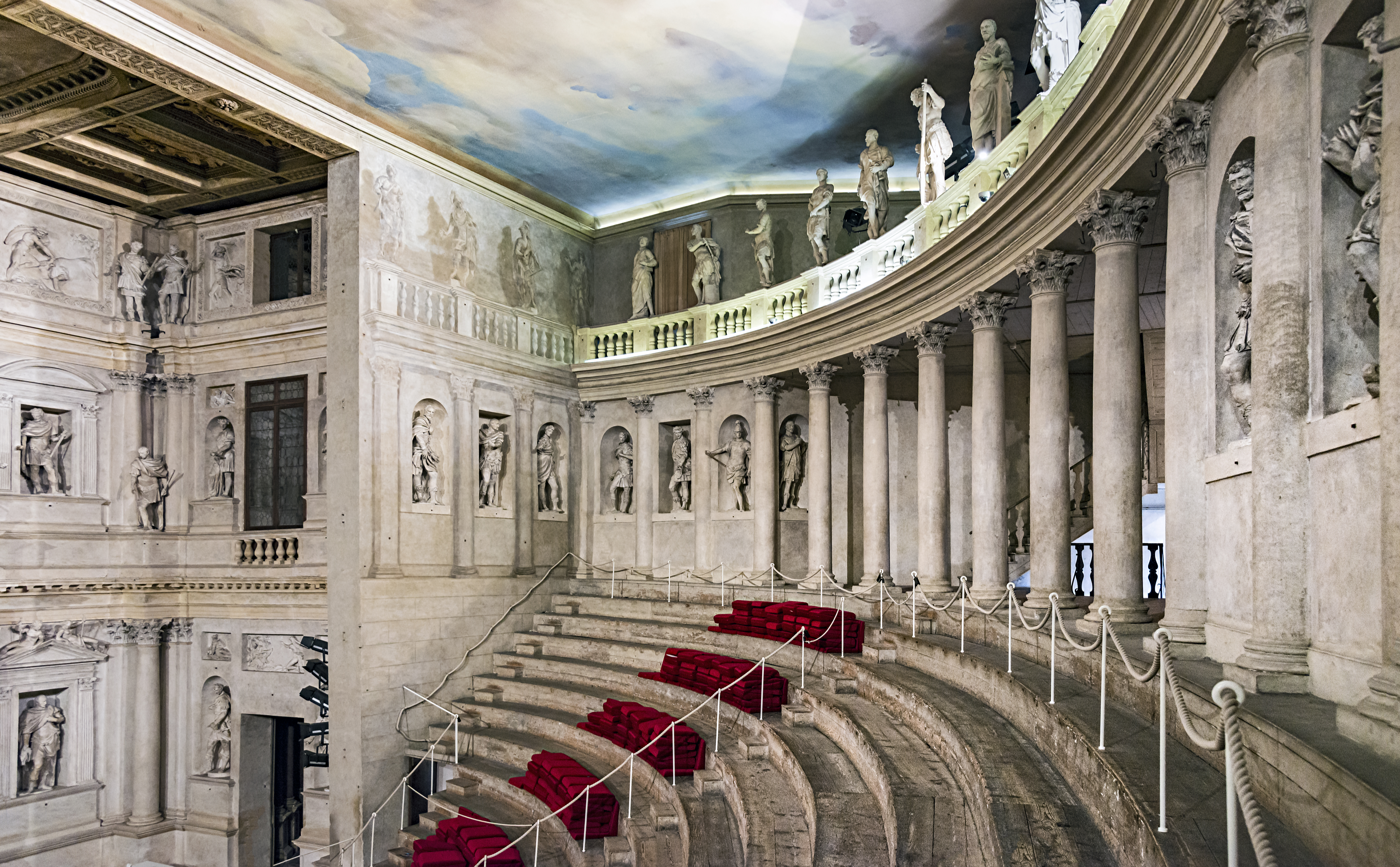

Театр таки уник руйнацій. Зберігаючи його, керівництво відмовляється обладнати приміщення сучасними системами кондеціонування чи опалення, бо це може сприяти руйнаціям крихкого дерева декорацій.
Театр все ще використовують за різними призначеннями. Саме тут у 1997 р. відбулося відтворення вистави Софокла " Цар Едіп ". Це сцена для класичних вистав фестивалю Suono dell'Olimpico. Але кількість глядачів обмежують 400 особами з міркувань подовжити існування раритетного театру.

### Нові дослідження

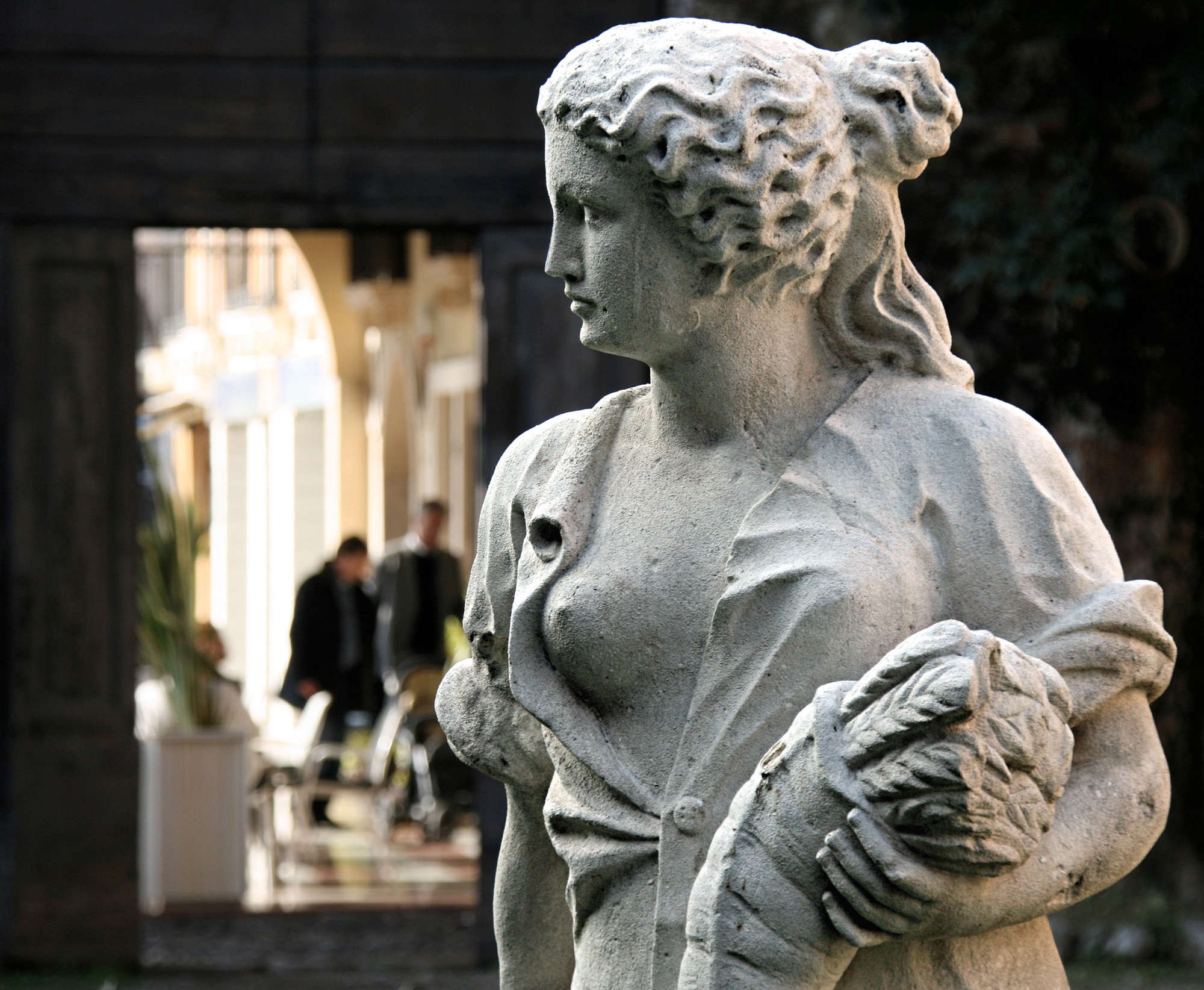
Жіноча скульптура з саду театру Олімпіко

Нові дослідження завжди якось по новому освітлюють давні теми. Піддали сумніву і твердження тих, хто доводив, ніби театр Олімпіко — перший навмисно побудований театр в Європі і Італії після доби середньовіччя. Це не так. Віднайдені свідоцтва, що і сам Палладіо створював театри до Олімпіко, та й театри будували і до театру Олімпіко в інших містах Італії. Серед них
- театр в м. Феррара — 1531 р
- театр в м. Рим — 1545 р
- театр в м. Мантуя — 1549 р
- театр в м. Болонья — 1550 р
- театр в м. Сієна- 1561 р
- театр в м. Венеція — 1565 р тощо.